# 카벤

가장 간단한 카벤인 메틸렌.

카벤(영어: carbene)은 화학에서 2가 원자가의 중성 탄소 원자와 두 개의 비공유 원자가 전자를 포함하는 분자를 말한다. 일반적인 식은 R-(C:)-R' 또는 R=C: 이고, 여기서 R은 치환기 또는 수소 원자를 나타낸다.
"카벤"이라는 용어는 특정 화합물인 메틸렌(H2C:)을 지칭하기도 한다. 메틸렌은 다른 모든 카벤 화합물이 유도되는 부모 수소화물이다. 카벤은 전자 구조에 따라 단일항이나 삼중항으로 분류된다. 대부분의 카벤은 수명이 매우 짧지만, 지속성 카벤(en:persistent carbene)도 알려져 있다. 많이 연구된 카벤 중 하나는 디클로로카벤(Cl2C:)으로, 클로로포름과 강염기로부터 제자리(in situ)로 생성될 수 있다.

## 구조와 결합

단일항과 삼중항 카벤

카벤은 단일항과 삼중항 카벤의 두 종류로 나뉜다. 단일항 카벤은 짝스핀이다. 원자가 결합 이론에서, 분자는 sp2 혼성 구조를 채택한다. 삼중항 카벤은 두 개의 홀전자를 갖는다. 질소, 산소, 또는 황 원자를 제외하면 대부분의 카벤은 비선형의 삼중항 바닥 상태를 가지며, 할로겐은 2가 탄소에 직접 결합한다.

## 역사
카벤은 1903년, 에두아르트 부흐너에 의해 에틸 다이아조아세테이트와 톨루엔의 시클로프로판화 연구에서 처음으로 상정되었다.

## 같이 보기
- 카벤류로도 알려진 전이 금속 카벤 착물
- 카베늄 이온, 양성자 카벤